# Časová pásma v Portugalsku

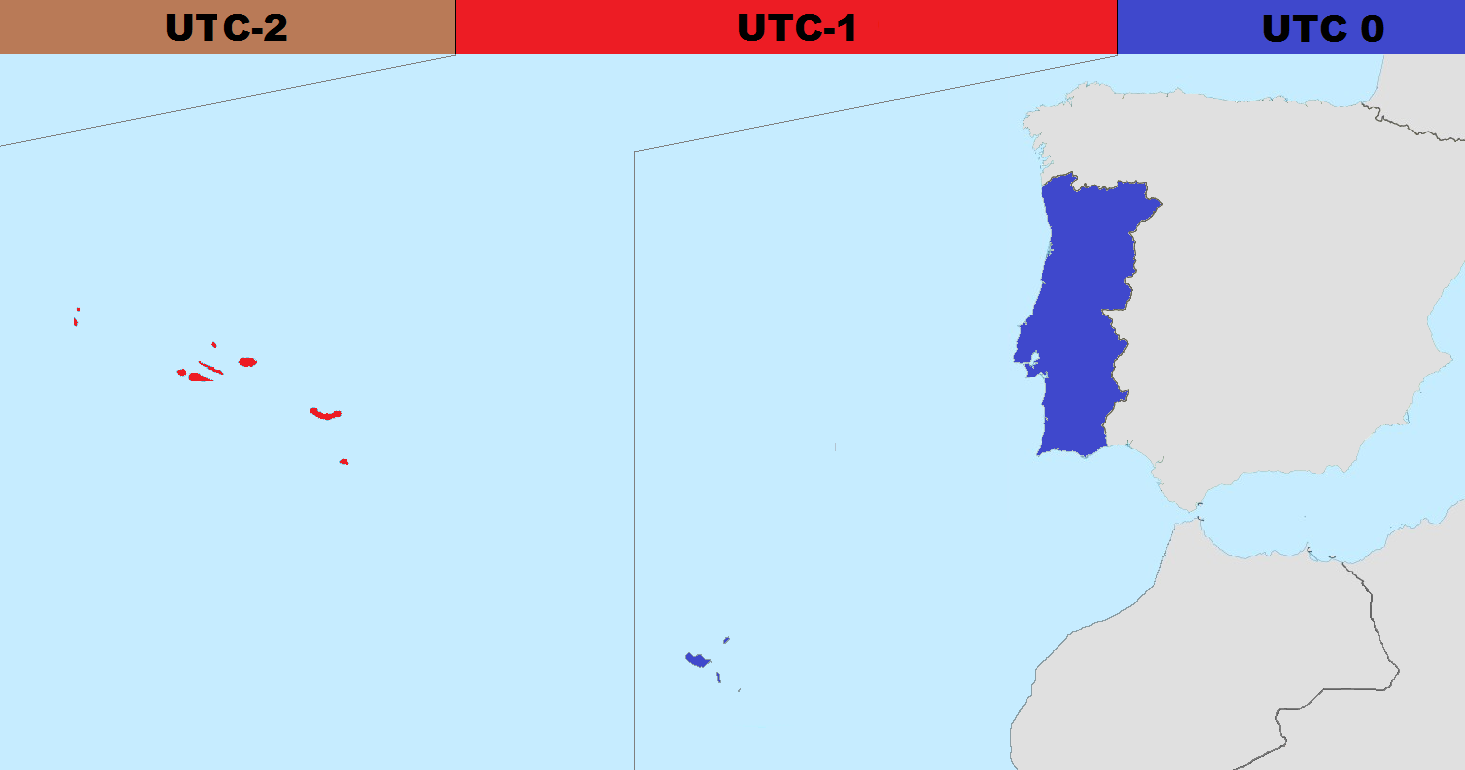
Časová pásma v Portugalsku

Časová pásma v Portugalsku pokrývají délkový rozsah 25°5', což odpovídá časovému rozdílu nejvýchodnějšího a nejzápadnějšího cípu (včetně ostrovů) území Portugalska 1,67 hodiny. Platí zde časové pásmo UTC 0 a Azorské ostrovy mají vlastní úpravu, kterou je zaveden čas UTC-1. Na celém území se pravidelně aplikuje sezónní změna času.

## Standardizovaný čas
Zákonem 17/96 z roku 1996 je zákonný čas ve Portugalsku definován ve vztahu k UTC jako UTC 0 v létě a UTC+1 v zimě. Autonomní oblasti Portugalska mají dle ústavy kompetenci si ve vztahu k UTC stanovit vlastní čas. V souladu tím platí na Madeiře čas stejný jako na kontinentální části (UTC 0) a na Azorách čas o jednu hodinu posunutý (UTC-1).

### Hranice
Hranice mezi zónami jsou definovány tak, jak jsou definovány hranice autonomních oblastí. Ovšem vzhledem ke geografii Portugalska tato definice není složitá.

### Sezónní změna času
Současně platná sezónní změna času (portugalsky Hora de Verão) je zavedena od roku 1996 a během ní je čas na celém území posunut o jednu hodinu dopředu oproti standardnímu času. Přechod na tento čas nastává stejně jako v celé Evropské unii poslední březnovou neděli, kdy se ve 2 hod. posouvá čas o jednu hodinu dopředu, a končí poslední říjnovou neděli, kdy se ve 2 hod. posouvá čas o jednu hodinu zpět, přičemž stejné zásady platí i v autonomních oblastech Portugalska.

## Historie
Na počátku 19. století Portugalsko používalo místní sluneční čas. Přitom námořnictvo používalo čas podle svého sídla v Lisabonu a věhlasná astronomická observatoř v Coimbře jiný čas podle své polohy. V roce 1861 byla založena Astronomická observatoř v Lisabonu a v roce 1878 dostala do výlučné pravomoci výpočet středního slunečního času, který by platil pro všechny úřady v zemi. Tak byl určen portugalský standardní čas jako GMT-00.36.44.
Vyhláškou z 26. května 1911 bylo nařízeno, že s platností od počátku následujícího roku se standardní čas v kontinentálním Portugalsku stanovuje v souladu se závěry Mezinárodní meridiánové konference, která se konala ve Washingtonu v roce 1884, jako GMT + 00.00. Vyhláška stanovovala časy i pro zámořská území: GMT-2 pro Azory a Kapverdské ostrovy, GMT-1 pro Madeiru a Portugalskou Guineu, GMT pro Svatý Tomáš a Princův ostrov a São João Baptista de Ajuda, GMT+1 pro Angolu, GMT+2 pro Mosambik, GMT+5 pro Portugalskou Indii a GMT+8 pro Macao a Portugalský Timor.
Letní čas byl zaveden poprvé 17. června 1916, platil do 1. listopadu a v tomto období se čas posouval o 1 hodinu. Letní čas byl mezi 1. červnem a 14. říjnem pravidelně zaváděn až do roku 1921 a v přibližně stejných termínech v letech 1924, 1926 až 1929, 1931 až 1932, 1934 až 1941. Během druhé světové války se v letech 1942 až 1945 zavedl dvojitý letní čas, a to tak, že se v obvyklém období letního času posunul čas ještě o hodinu méně, tedy na GMT-2. Tato hodina navíc platívala zhruba od půli dubna do konce srpna a situace se vrátila k normálu po skončení války, přičemž normální letní čas byl nadále dodržován až do roku 1965 s tím, že počínaje rokem 1948 byl jeho začátek stanoven na první neděli v dubnu a konec na první neděli v říjnu.
Od roku 1966 začal být letní čas uplatňován po celý rok, takže ve skutečnosti Portugalsko změnilo časové pásmo na středoevropský čas. Nicméně tato úprava vyvolala mnoho stížností a navíc se v důsledku ropné krize stala myšlenka o znovuzavedení letního času Evropě nanejvýš aktuální. Na druhé straně bylo jasné, že kvůli stížnostem v důsledku používání letního po celý rok je zavedení středoevropského letního času (UTC+2) neprůchodné a jediným řešením je znovu přijmout západoevropský čas jako standard. Takže v roce 1976 Portugalsko přijalo GMT(UTC) 0 za svůj standardní čas a začalo každoročně dodržovat letní čas jako GMT(UTC)+1, přičemž od roku 1981 s platností od poslední neděle v březnu do poslední neděle v měsíci září. Od roku 1986 se čas v Portugalsku stanovuje ve vztahu k UTC a nikoli GMT, jak platilo do tehdy.
V roce 1992 prosadila vláda Cavaco Silvy změnu časového pásma pro kontinentální Portugalsko na středoevropský čas (UTC+1) a UTC+2 byl zaveden jako letní čas od poslední neděle v březnu do poslední neděle v září. Zákon byl přijat, aniž by byl konzultován s Astronomickou observatoří v Lisabonu, která je ze zákona odpovědná za aplikaci standardního času. Jeho cílem bylo podpořit úsporu energií a také to, aby pracovní doba v Portugalsku odpovídala zemím, se kterými má časté kontakty, což mělo podpořit hospodářský růst. Změna se však okamžitě stala nepopulární a navíc se prokázalo, že cílů nebylo dosaženo: světlo za letních večerů mělo rušivý vliv na spací návyky lidí, zejména na dětí; úspory energie se nezaznamenaly (např. v časných ranních hodinách bylo nutno v kancelářích rozsvítit a často se zapomnělo zhasnout, takže se svítilo po zbytek dopoledne, což zvyšovalo spotřebu); bylo pozorováno zvýšení počtu útoků na děti v dopoledních hodinách a pojišťovny vykázaly nárůst počtu nehod; vznikly obavy, že souběh špičky v nejteplejších hodinách dne by mohl mít za následek vyšší znečištění ovzduší. V prosinci 1995 požádala vláda Antónia Guterrese  Astronomickou observatoř v Lisabonu o vypracování zprávy ohledně portugalského standardního času. Ve zprávě observatoř dospěla k závěru, že vzhledem k zeměpisné poloze Portugalska, by země měla přijmout západoevropský čas (UTC 0) jako své časové pásmo. Příslušný zákon byl schválen v roce 1996 s tím, že letní čas (UTC+1) se zavádí v souladu s pravidly Evropské unie. Ve stejném roce schválily regionální parlamenty Madeiry a Azor příslušné regionální předpisy, kterými se zavedl současný (2015) stav.